# Gentildonna
Gentildonna (2 février 2009 - ) est un cheval de course pur-sang anglais japonais. Membre du Hall of Fame des courses japonaises, elle fut le premier cheval à réaliser un doublé dans la Japan Cup.

## Carrière de courses

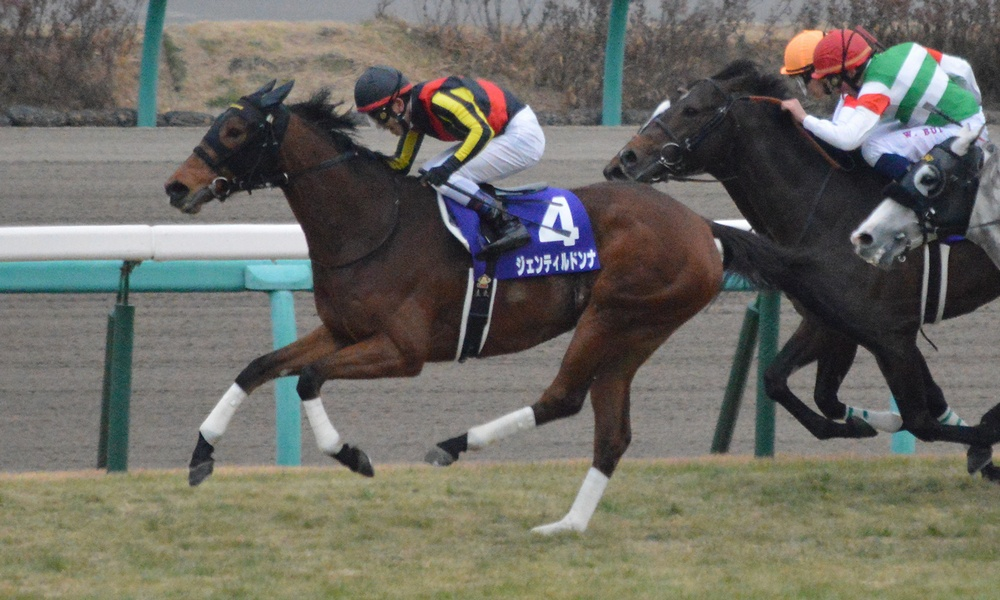
Victoire dans l'Arima Kinen

Débutée à 2 ans, elle se révèle l'année suivante en battant d'emblée les mâles dans un groupe 3, puis conquiert la triple couronne des pouliches grâce à ses victoires dans le Oka Shō, le  Yūshun Himba et le Shūka Shō, à chaque fois devant une même rivale, Verxina. Fin novembre, elle obtient une consécration internationale en remportant la Japan Cup. Elle devient la première pouliche de 3 ans à s'adjuger la plus célèbre course japonaise, qui plus est devant un lot relevé, où figurent le jumelé gagnant du dernier Prix de l'Arc de Triomphe, la Française Solemia et le Japonais Orfevre. Fin 2012, elle est naturellement élue cheval de l'année au Japon.
Gentildonna fait sa rentrée en mars 2013 à Dubaï, dans le Dubaï Sheema Classic, où elle n'est devancée que par le champion irlandais St Nicholas Abbey. On la retrouve trois mois plus tard au départ du Takarazuka Kinen, un groupe 1 dans lequel elle ne peut que terminer troisième. Puis à l'automne, elle doit s'avouer une nouvelle fois vaincue dans le Tennō Shō, battue par Just A Way, champion en devenir alors simple outsider. Ces trois défaites coûtent sa place à son jockey habituel, Yasunari Iwata, remplacé au départ de la Japan Cup par le Britannique Ryan Moore, qui la conduit à la victoire : c'est la première fois qu'un cheval réalise le doublé dans la Cup.
Restée à l'entraînement à 5 ans, Gentildonna revient à Dubaï pour le Dubaï Sheema Classic, après une rentrée en demi-teinte au Japon (sixième d'un groupe 2). Cette fois, elle trouve sur sa route le phénomène Cirrus des Aigles, mais ne s'en laisse pas conter, puisqu'elle bat nettement le Français. Son programme est le même que l'an dernier : en juin, le Takarazuka Kinen, où elle déçoit en terminant à la septième place, puis le Tennō Shō à l'automne, où elle termine deuxième. Elle remet son titre en jeu dans la Japan Cup, mais doit cette fois se contenter de la quatrième place. Ses adieux à la compétition sont programmés dans le Arima Kinen, fin décembre, où elle retrouve dans une course extrêmement relevée tous les meilleurs chevaux japonais, dont Gold Ship, Epiphaneia (la lauréate de la Japan Cup), Just A Way ou Verxina, avec sur son dos son quatrième jockey de l'année : elle y réussit néanmoins une sortie de scène parfaite, l'emportant par trois-quarts de longueur. Elle se retire avec un deuxième titre de Cheval de l'année et quelque 14 500 000 d'euros de gains, ce qui fait alors d'elle la jument la plus riche du monde. En 2016, elle est introduite au Hall of Fame des courses japonaises.

### Résumé de carrière
| Date         | Hippodrome  | Pays        | Course               | Statut      | Distance    | Jockey        | Place       | Écart       | Vainqueur ou deuxième |
| 2011, 2 ans  | 2011, 2 ans | 2011, 2 ans | 2011, 2 ans          | 2011, 2 ans | 2011, 2 ans | 2011, 2 ans   | 2011, 2 ans | 2011, 2 ans | 2011, 2 ans           |
| ------------ | ----------- | ----------- | -------------------- | ----------- | ----------- | ------------- | ----------- | ----------- | --------------------- |
| 19 novembre  | Kyoto       | Japon       | Inédits              |             | 1 600 m     | M. Demuro     | 2e / 17     | 2 ½         | A Shin Full Mark      |
| 10 décembre  | Hanshin     | Japon       | Maiden               |             | 1 600 m     | I. Mendizabal | 1er / 18    | 3 ½         | Yamanin Cavalier      |
| 2012, 3 ans  |             |             |                      |             |             |               |             |             |                       |
| 8 janvier    | Kyoto       | Japon       | Shinzan Kinen        | Gr. 3       | 1 600 m     | C. Lemaire    | 1er / 15    | 1 ¼         | Meiner Attract        |
| 3 mars       | Hanshin     | Japon       | Tulip Sho            | Gr. 3       | 1 600 m     | Y. Iwata      | 4e / 14     | 3 ¼         | Hana's Goal           |
| 8 avril      | Hanshin     | Japon       | Oka Shō              | Gr. 1       | 1 600 m     | Y. Iwata      | 1er / 18    | 1/2         | Verxina               |
| 20 mai       | Tokyo       | Japon       | Yūshun Himba         | Gr. 1       | 2 400 m     | Y. Kawada     | 1er / 18    | 5           | Verxina               |
| 16 septembre | Kyoto       | Japon       | Rose Stakes          | Gr. 2       | 1 800 m     | Y. Iwata      | 1er / 10    | 1 ½         | Verxina               |
| 14 octobre   | Kyoto       | Japon       | Shūka Shō            | Gr. 1       | 2 000 m     | Y. Iwata      | 1er / 17    | nez         | Verxina               |
| 25 novembre  | Tokyo       | Japon       | Japan Cup            | Gr. 1       | 2 400 m     | Y. Iwata      | 1er / 17    | nez         | Orfevre               |
| 2013, 4 ans  |             |             |                      |             |             |               |             |             |                       |
| 30 mars      | Meydan      | Dubaï       | Dubaï Sheema Classic | Gr. 1       | 2 400 m     | Y. Iwata      | 2e / 14     | 2 ¼         | St Nicholas Abbey     |
| 23 juin      | Hanshin     | Japon       | Takarazuka Kinen     | Gr. 1       | 2 200 m     | Y. Iwata      | 3e / 11     | 3 ¾         | Gold Ship             |
| 27 octobre   | Tokyo       | Japon       | Tenno Sho (Automne)  | Gr. 1       | 2 000 m     | Y. Iwata      | 2e / 17     | 4           | Just A Way            |
| 24 novembre  | Tokyo       | Japon       | Japan Cup            | Gr. 1       | 2 400 m     | R. Moore      | 1er / 17    | nez         | Denim And Ruby        |
| 2014, 5 ans  |             |             |                      |             |             |               |             |             |                       |
| 16 février   | Kyoto       | Japon       | Kyoto Kinen          | Gr. 2       | 2 000 m     | Y. Fukanaga   | 6e / 16     |             | Desperado             |
| 29 mars      | Meydan      | Dubaï       | Dubaï Sheema Classic | Gr. 1       | 2 400 m     | R. Moore      | 1er / 15    | 1 ½         | Cirrus des Aigles     |
| 29 juin      | Hanshin     | Japon       | Takarazuka Kinen     | Gr. 1       | 2 200 m     | Y. Kawada     | 9e / 12     | 7 ½         | Gold Ship             |
| 2 novembre   | Tokyo       | Japon       | Tenno Sho (Automne)  | Gr. 1       | 2 000 m     | K. Tosaki     | 2e / 18     | 3/4         | Spielberg             |
| 30 novembre  | Tokyo       | Japon       | Japan Cup            | Gr. 1       | 2 400 m     | R. Moore      | 4e / 18     | 5 ¼         | Epiphaneia            |
| 28 décembre  | Tokyo       | Japon       | Arima Kinen          | Gr. 1       | 2 500 m     | K. Tosaki     | 1er / 16    | 3/4         | To The World          |

## Au haras
En 2016, Gentildonna donne naissance à Moana Anela, une fille du top étalon japonais King Kamehameha, qui s'avère atteinte de lenteur. Mais son deuxième produit, Geraldina (par Maurice), se révèle sur le tard, à l'automne de ses 4 ans, en remportant un groupe 1, la Queen Elizabeth II Cup et en terminant troisième de l'Arima Kinen.

## Origines
Gentildonna est née dans la pourpre, puisqu'elle est issue du crack et chef de race Deep Impact, et que sa mère, Donna Blini, brilla elle aussi sur les pistes au plus haut niveau, en s'adjugeant les Cheveley Park Stakes à 2 ans.

### Pedigree
| Origines de Gentildonna (JPN), jument baie née en 2009 | Origines de Gentildonna (JPN), jument baie née en 2009 | Origines de Gentildonna (JPN), jument baie née en 2009 | Origines de Gentildonna (JPN), jument baie née en 2009 |
| ------------------------------------------------------ | ------------------------------------------------------ | ------------------------------------------------------ | ------------------------------------------------------ |
| Père Deep Impact 2002                                  | Sunday Silence 1986                                    | Halo                                                   | Hail to Reason                                         |
| Père Deep Impact 2002                                  | Sunday Silence 1986                                    | Halo                                                   | Cosmah                                                 |
| Père Deep Impact 2002                                  | Sunday Silence 1986                                    | Wishing Well                                           | Understanding                                          |
| Père Deep Impact 2002                                  | Sunday Silence 1986                                    | Wishing Well                                           | Mountain Flower                                        |
| Père Deep Impact 2002                                  | Wind In Her Hair 1991                                  | Alzao                                                  | Lyphard                                                |
| Père Deep Impact 2002                                  | Wind In Her Hair 1991                                  | Alzao                                                  | Lady Rebecca                                           |
| Père Deep Impact 2002                                  | Wind In Her Hair 1991                                  | Burghclere                                             | Busted                                                 |
| Père Deep Impact 2002                                  | Wind In Her Hair 1991                                  | Burghclere                                             | Highclere                                              |
| Mère Donna Blini 1994                                  | Bertolini 1996                                         | Danzig                                                 | Northern Dancer                                        |
| Mère Donna Blini 1994                                  | Bertolini 1996                                         | Danzig                                                 | Pas de Nom                                             |
| Mère Donna Blini 1994                                  | Bertolini 1996                                         | Aquilegia                                              | Alydar                                                 |
| Mère Donna Blini 1994                                  | Bertolini 1996                                         | Aquilegia                                              | Courtly Dee                                            |
| Mère Donna Blini 1994                                  | Cal Norma's Lady 1988                                  | Lyphard's Special                                      | Lyphard                                                |
| Mère Donna Blini 1994                                  | Cal Norma's Lady 1988                                  | Lyphard's Special                                      | My Bupers                                              |
| Mère Donna Blini 1994                                  | Cal Norma's Lady 1988                                  | June Darling                                           | Junius                                                 |
| Mère Donna Blini 1994                                  | Cal Norma's Lady 1988                                  | June Darling                                           | Beau Darling (famille 16-f)                            |